# 2,6-Dimethyl-4-tridecylmorpholin
2,6-Dimethyl-4-tridecylmorpholin gehört zur Gruppe der alkylierten Morpholine. Es wirkt als Hemmstoff der Sterolbiosynthese durch Eingriff in die Ergosterol-Synthese. Eingesetzt wurde 2,6-Dimethyl-4-tridecylmorpholin als Hauptkomponente im Gemisch mit seinen Isomeren als Fungizid-Wirkstoff unter dem Namen Tridemorph.

## Tridemorph

Allgemeine Strukturformel der Inhaltsstoffe von Tridemorph:
n = 10, 11, 12 (60–70 %), 13

Tridemorph ist ein Fungizid-Wirkstoff, der in den 1960er-Jahren von BASF entwickelt und 1969 erstmals zugelassen wurde. Er wurde unter der Handelsbezeichnung Calixin verkauft und benutzt, um die Pilzarten  Erysiphe graminis (Echter Mehltau) in Getreide, Mycosphaerella-Arten in Bananen und Caticum solmonicolor in Tee einzudämmen. Weiterhin wird er als Holzschutzmittel (in Verbindung mit Alkylammoniumverbindungen) eingesetzt.
Chemisch ist Tridemorph ein Isomerengemisch verschiedener Morpholinderivate mit unterschiedlicher Länge und Verzweigung der Alkylketten und nicht definierter stereochemischer Konfiguration am Morpholingerüst. Hauptkomponente mit 60 bis 70 % ist 2,6-Dimethyl-4-tridecylmorpholin. Die Kettenlänge und die absolute Konfiguration spielen nur eine untergeordnete Rolle hinsichtlich der Wirksamkeit als Fungizid.
In Deutschland, Österreich und der Schweiz ist es heute nicht mehr als Pflanzenschutzmittel zugelassen.
Es wird angenommen, dass Tridemorph Schäden bei menschlichen Embryonen hervorrufen kann, wenn die Mutter des Kindes mit Tridemorph in Kontakt kommt.